# 1828 ve fotografii
Tento článek obsahuje významné fotografické události v roce 1828.

## Narození v roce 1828
- 28. března – Étienne Carjat, francouzský žurnalista, karikaturista a fotograf († 19. března 1906)
- 2. května – Desiré Charnay, francouzský cestovatel, archeolog a fotograf († 24. října 1915)
- ? – Lotten von Düben, švédská portrétní fotografka († 1915)